# Eria annapurnensis
Eria annapurnensis là một loài thực vật có hoa trong họ Lan. Loài này được L.R.Shakya & M.R.Shrestha mô tả khoa học đầu tiên năm 2007.